# 日本女子大学附属中学校・高等学校
日本女子大学附属中学校・高等学校（にほんじょしだいがくふぞくちゅうがっこう・こうとうがっこう）は、神奈川県川崎市多摩区西生田に所在し、中高一貫教育を提供する私立女子中学校・高等学校。
高等学校において入学者を募集する併設型中高一貫校。
略称は日女（にちじょ）。
西生田キャンパスにある。2020年度までは同キャンパスに大学の人間社会学部・大学院人間社会研究科が隣接していたが目白キャンパスに移転し、現在は本校単独の校地となっている。

## 概要
1901年（明治34年）、日本女子大学校（現：日本女子大学）の開学と同時に、現在の東京都文京区目白台に日本女子大学校附属高等女学校開校。戦後学制改革により1947年（昭和22年）、附属高等女学校を母体に新制日本女子大学附属中学校（目白台）、日本女子大学附属高等学校（西生田）が開校される。1979年（昭和54年）に附属中学校が西生田キャンパスに移転し、現在に至る。
建学の精神として、三大綱領「信念徹底、自発創生、共同奉仕」を掲げている。
中学生は制服があるが、高校生には制服がない。
蔵書5万冊超の中高共通の図書室がある。
中学校卒業生のほぼ全員が附属高等学校に、高等学校卒業生の75％が日本女子大学にそれぞれ進学する。

## 沿革
公式ホームページに拠る。
| 1901年（明治34年） | 日本女子大学校の開校とともに附属高等女学校が開校される。                            |
| 1947年（昭和22年） | 附属高等女学校を母体に目白に附属中学校（新制）が開校される。                        |
| 1948年（昭和23年） | 附属高等女学校を母体に西生田に附属高等学校（新制）が開校される。                    |
| 1948年（昭和23年） | 日本女子大学（新制）が発足される。                                                  |
| 1979年（昭和54年） | 西生田キャンパスに中高合同校舎（現在の校舎）が完成する。                            |
| 1993年（平成5年）  | 第一回ニュージーランド国際交流が行われる。                                          |
| 1996年（平成8年）  | 西生田成瀬講堂が竣工される。                                                        |
| 2001年（平成13年） | 日本女子大学が創立百周年を迎える。また、附属高等女学校の開校からも100年目を迎える。 |

## 教育の特色
校舎の廊下の壁に各クラスの全員の美術作品、国語、社会のレポート、調理実習の写真付きレポート、陶芸などが展示される。
中学校
- 中学校の音楽の授業ではバイオリンの授業が必須である[8]。バイオリンは1人1台用意されており、希望者には貸与される[9]。
- 中学では毎年校外授業として、1年次には軽井沢・2年次には東北・3年次では「国際理解」「人間・文化」「平和」「環境」のテーマ別の研修旅行が催される[10]。

高等学校
- 1・2年次の遠足、2年次の軽井沢でのセミナー、地域研究フィールドワークなどが行われる[11]。
- 土曜日や長期休暇を生かして、特別講座「知の泉」が用意されている[11]。

## クラブ活動
文科系
中学校
- インターナショナル
- イラスト
- 演劇
- 軽音
- 弦楽合奏
- コーラス
- 茶道
- 社会科研究
- ミュージカル
- 物理化学
- 文芸
- 生物・天文
- 家庭科

高等学校
- 囲碁
- イラスト
- 演劇
- 書道
- かるた
- クッキング
- 軽音
- 弦楽
- コーラス
- 写真
- 吹奏楽
- 生物
- 天文
- ミュージカル
- 人形劇団ペロッコ
- 社会科研究
- 美術
- V-RAM
- 文芸
- Play-Lot
- 放送研究
- ロボット研究
- レビュー
- 書道

運動系
中学校
- 体操
- 剣道
- 卓球
- 硬式テニス
- 水泳
- ソフトテニス
- バドミントン
- バスケットボール
- 陸上
- バレーボール

高等学校
- 剣道
- 硬式テニス
- 水泳
- チアリーディング
- バレーボール
- バドミントン
- バスケットボール
- 陸上
- スキー
- フィギュアスケート
- ソフトテニス
- ソフトボール
- 卓球
- ダンス体操
- 馬術
- ワンダーフォーゲル

## 交通
- 小田急小田原線読売ランド前駅 徒歩10分

## 著名な出身者

### 政治
- 田中眞紀子 - 政治家（文部科学大臣、外務大臣、科学技術庁長官などを歴任）

### 法曹
- 綿引万里子 - 弁護士、元裁判官（元名古屋高等裁判所長官）
- 前田葉子 - 弁護士、ニューヨーク州弁護士

### 実業
- 青木愛 - 実業家、ヴィリーナジャパン代表取締役社長
- 渡辺ミキ - 渡辺プロダクション代表取締役社長、ワタナベエンターテインメント代表取締役社長
- 小室淑恵 - 実業家、株式会社ワーク・ライフバランス代表取締役社長

### 学術・研究
- 蟻川芳子 - 化学者、元日本女子大学理事長兼学長、元日本分析化学会副会長
- 大隅正子 - 生物学者、日本女子大学名誉教授、元日本植物形態学会会長、猿橋賞受賞
- 高野晴代 - 日本文学研究者、日本女子大学名誉教授
- 近藤みゆき - 国文学者、元実践女子大学教授
- 松本和子 - 化学者、元早稲田大学理工学部教授
- 磯野富士子 - モンゴル研究家
- 木村盛世 - 医師、医学者、元厚生労働省医系技官
- 浜由樹子 - 国際政治学者、ロシア地域研究者、静岡県立大学准教授
- 池本美香 - 社会学者、日本総合研究所調査部主任研究員
- 木村由莉 - 古生物学者

### 文学
- 円地文子 - 小説家 ※中退
- 加藤恭子 - 中世フランス文学者、評論家
- 高良留美子 - 詩人
- 酒井洋子 - 翻訳家
- 平岩弓枝 - 脚本家、小説家
- 夏樹静子 - 小説家
- やなぎやけいこ - 児童文学作家
- 松田瓊子 - 小説家
- 和田はつ子 - 小説家
- 大石静 - 脚本家
- 小薗江圭子 - 作家・作詞家・映像作家・アニメーター
- 安房直子 - 児童文学作家
- 草間小鳥子 - 詩人、児童文学作家

### 芸能
- 河内桃子 - 女優
- 坪内ミキ子 - 女優
- 稲垣美穂子 - 女優
- 金田一敦子 - 元女優
- 関千恵子 - 女優
- 村松英子 - 女優、詩人
- 花形恵子 - 声優
- 君島十和子 - 元モデル、元女優
- 鈴木裕美 - 演出家
- 飯島早苗 - 劇作家、脚本家
- 池田貴美子 - 女優
- 歌川椎子 - 女優、声優
- 片石千春 - 声優
- 気谷ゆみか - タレント
- 横田美紀 - タレント、女優
- 滝沢由佳 - ミュージカル女優
- 木村好珠 - 精神科医、産業医、スポーツメンタルアドバイザー、健康スポーツ医、『このみ こころとからだクリニック』院長。元タレント、「準ミス日本」受賞、日テレジェニックメンバー
- 山岸舞彩 - 元タレント、元キャスター、書家
- 一木美里 - DJ、ファッションモデル、アーティスト、株式会社CiEl代表

### 宝塚歌劇団
- 花總まり - 元宙組・雪組トップ娘役
- 愛原実花 - 元雪組トップ娘役
- 朝澄けい - 元星組男役
- 城咲あい - 元月組娘役
- 君島憂樹 - 元月組娘役
- 千風カレン - 元雪組娘役
- 有栖妃華 - 元雪組娘役
- 礼華はる - 月組男役
- 眞ノ宮るい - 雪組男役
- 華世京 - 雪組男役
- 稀惺かずと - 星組男役
- 小桜ほのか - 星組娘役

### 放送
- 永井多恵子 - 元NHKアナウンサー
- 稲垣玲伊子 - フリーアナウンサー
- 茅原ますみ - 元テレビ東京アナウンサー
- 田口惠美子 - 元テレビ東京アナウンサー
- 高木広子 - 元フジテレビアナウンサー
- 與芝由三栄 - 元NHKアナウンサー
- 佐野仁美 - フリーアナウンサー
- 村上祐子 - 元テレビ朝日アナウンサー
- 早坂まき子 - 元仙台放送アナウンサー
- 渡邊佐和子 - 元NHKアナウンサー
- 植田萌子 - 元テレビ東京アナウンサー
- 林みなほ - 元TBSアナウンサー
- 笹川友里 - 元TBSアナウンサー
- 後呂有紗 - 日本テレビアナウンサー
- 下村彩里 - テレビ朝日アナウンサー
- 森本まりあ - 気象予報士
- 浅田春奈 - NHKアナウンサー
- 斎藤希実子 - NHKアナウンサー
- 浦野モモ - 日本テレビアナウンサー

### 音楽
- 吉田隆子 - 作曲家
- 長門美保 - 声楽家（ソプラノ）、歌手、オペラ歌手、翻訳家（訳詞家）、歌劇団主宰者・総監督、オペラ演出家
- 菊地美奈 - ソプラノ歌手、脚本家、訳詞家、プロデューサー
- 松居慶子 - ジャズミュージシャン・ピアニスト・キーボーディスト
- 大野方栄 - 歌手
- 小笠原育美 - 音楽家
- 辰巳真理恵 - ソプラノ歌手、タレント、ミュージカル女優
- PORIN - 歌手
- the peggies - 3人組ガールズバンド
- ラブリーサマーちゃん - シンガーソングライター
- 大島真帆 - Penthouseのボーカル

### 文化・その他
- 岩倉靖子 - 岩倉公爵家女、岩倉具視の曾孫 ※女子学習院から編入
- 平岡瑤子 - 三島由紀夫の妻
- 飯島愛子 - ウーマン・リブ活動家 ※中退
- 桝本セツ - ロシア語翻訳家、政治運動家
- 赤堀千恵美 - 料理研究家
- アキコ・カンダ - 舞踊家、ダンサー、振付家
- 坂東香菜子 - 将棋女流棋士
- 伊比恵子 - ドキュメンタリー映画監督、元ミス日本、米アカデミー最優秀短編ドキュメント賞受賞
- 笹栗実根 - 元フジテレビ報道記者、ジャーナリスト
- 杉山文野 - LGBT活動家
- 小川真理恵 - 元フィギュアスケート選手
- 中谷芙二子 - 芸術家
- 景山恭子 - 聖公会宣教師
- 遠藤真由 - 建築家、2000年度ミス・ユニバース・ジャパン